# Stellidia
Stellidia is een geslacht van vlinders van de familie spinneruilen (Erebidae), uit de onderfamilie Calpinae.

## Soorten
- S. albipunctaria Schaus, 1901
- S. annuligera Dognin, 1914
- S. concinna Schaus, 1913
- S. estella Jones, 1912
- S. inconspicua Walker, 1865
- S. micraster Dognin, 1914
- S. micrasteria Hampson, 1926
- S. nivosita Schaus, 1904
- S. ocina Druce, 1900
- S. oenopion Schaus, 1914
- S. ofella Schaus, 1914
- S. planetaria Guenée, 1857
- S. pygmaea Schaus, 1916
- S. rama Schaus, 1913
- S. recinna Dognin, 1914
- S. stellata Schaus, 1912
- S. tritonias Hampson, 1926
- S. variata Schaus, 1914